# Bollberg
Bollberg est une commune allemande de l'arrondissement de Saale-Holzland, Land de Thuringe.

## Géographie
Bollberg se situe dans le plateau de Saale-Elster.
|        | Bobeck   |               |
| Quirla | Bollberg | Schleifreisen |
|        | Mörsdorf |               |

Bollberg se trouve sur la Bundesautobahn 4.

## Histoire
Bollberg est mentionné pour la première fois en 1425.

## Source de la traduction
- (de) Cet article est partiellement ou en totalité issu de l’article de Wikipédia en allemand intitulé « Bollberg » (voir la liste des auteurs).